# Nephodia atomaria
Nephodia atomaria är en fjärilsart som beskrevs av William Schaus 1901. Nephodia atomaria ingår i släktet Nephodia och familjen mätare. Inga underarter finns listade i Catalogue of Life.